# Lecudina heterocephala
Lecudina heterocephala is een soort in de taxonomische indeling van de Myzozoa, een stam van microscopische parasitaire dieren. Het organisme komt uit het geslacht Lecudina en behoort tot de familie Lecudinidae. Lecudina heterocephala werd in 1891 ontdekt door Mingazzini.